# Antimo II di Costantinopoli
Antimo II (in greco Άνθιμος Β΄?; Costantinopoli, ... – Monte Athos, 1628) è stato un arcivescovo ortodosso greco, patriarca ecumenico di Costantinopoli per 4 mesi nel 1623.

## Biografia
Antimo nacque a Costantinopoli da una famiglia nobile e ricca. Prima della sua elezione a patriarca di Costantinopoli ricopriva la carica di metropolita di Adrianopoli.
Il suo breve regno deve essere considerato nel contesto dello scontro tra il patriarca calvinista Cirillo Lucaris, sostenuto dagli ambasciatori protestanti olandesi e inglesi, e i suoi avversari supportati dagli ambasciatori cattolici francesi, austriaci e veneziani della capitale ottomana. Questi ultimi riuscirono a convincere il Gran Visir a deporre Cirillo il 12 aprile 1623 e a nominare al suo posto il cieco e vecchio Gregorio IV. I metropoliti e i vescovi non erano però soddisfatti di Gregorio IV poiché non era stato eletto canonicamente dal Santo Sinodo. Così il 18 giugno 1623 il Santo Sinodo depose Gregorio IV e nominò formalmente Antimo II come patriarca di Costantinopoli. 
Antimo II, anche se politicamente sostenuto da governi cattolici, rimase un ortodosso forte e buono. Mandò i metropoliti a Rodi, dove Lucaris fu temporaneamente esiliato, per convincerlo a ritirarsi sul Monte Athos, ma non ebbero successo. Al contrario, Lucaris, grazie all'ambasciatore calvinista olandese, tornò a Costantinopoli e produsse falsi documenti dove si dichiarava il Patriarcato in credito di 20.000 livres. Antimo non riuscì a trovare una tale quantità di denaro e fu costretto ad abdicare il 22 settembre 1623. Il trono fu immediatamente acquisito da Lucaris, che tornò ad essere patriarca per la terza volta. 
Dopo le sue dimissioni, Antimo si ritirò sul Monte Athos dove morì nel 1628.